# Giáo hoàng Lêô XI
Giáo hoàng Lêô XI (2 tháng 6 năm 1535 – 27 tháng 4 năm 1605), tên thật là Alessandro Ottaviano de' Medici, ông ở ngôi giáo hoàng từ ngày 1 tháng 4 năm 1605 đến ngày 27 tháng 4 năm 1605.

## Tiểu sử
Ông sinh tại Firenze, mẹ là Francesca Salviati, con gái của Jacopo Salviati và Lucrezia de' Medici, một người chị của giáo hoàng Lêô X, còn cha là Ottaviano, một dòng dõi xa hơn của gia tộc Medici.Nhà Medici
Ông được thụ phong linh mục và được Cosimo I de' Medici, Đại công tước Toscana gửi tới làm đại sứ riêng bên cạnh giáo hoàng Piô V, một chức vụ mà ông đảm nhận trong 15 năm. Giáo hoàng Grêgôriô XIII phong ông làm Giám mục giáo phận Pistoia năm 1573, tổng Giám mục tổng giáo phận Firenze năm 1574, rồi hồng y năm 1583.
Năm 1596, giáo hoàng Clêmentê VIII phái ông làm khâm sứ tòa thánh ở nước Pháp nơi Maria de' Medici là hoàng hậu. Alessandro là bạn và đồ đệ của thánh Philip Neri.

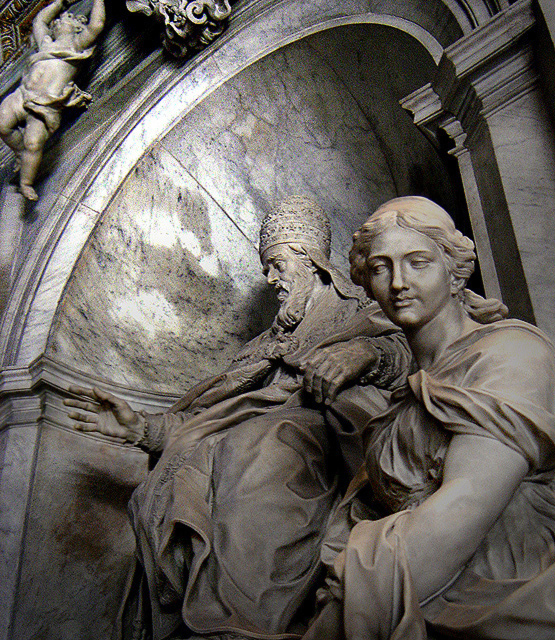
Mộ của giáo hoàng Leo XI trong Nhà thờ thánh Phêrô, bởi Alessandro Algardi.

Ngày 14 tháng 3 năm 1605, mười một ngày sau khi Giáo hoàng Clêmentê VIII qua đời, 62 hồng y đã họp trong phòng kín để bầu Giáo hoàng. Trong số các ứng viên nổi bật có đại sử gia Baronius và Robert Bellarmine nổi tiếng của dòng Tên. Tuy nhiên Aldobrandini, người lãnh đạo nhóm hồng y người Ý đã liên minh với các hồng y người Pháp và bầu hồng y Alessandro lên làm giáo hoàng, trái với ý muốn của vua Tây Ban Nha là Felipe III. Vua Pháp là Henri IV được cho là đã chi ra 300.000 écu để tiến cử Alessandro làm ứng viên.
Ngày 1 tháng 4 năm 1605, ở tuổi 70, Alessandro lên ngôi giáo hoàng với danh hiệu gia tộc Medici là Leo XI. Nhưng ngay sau khi đăng quang thì ông bị bệnh và qua đời ngay trong tháng đó.
Ông có biệt danh là Papa Lampo ("giáo hoàng tia chớp") vì thời gian tại chức Giáo hoàng quá ngắn.